# Ombrosaga
Ombrosaga is een kevergeslacht uit de familie van de boktorren (Cerambycidae). De wetenschappelijke naam van het geslacht werd voor het eerst geldig gepubliceerd in 1864 door Pascoe.

## Soorten
Ombrosaga omvat de volgende soorten:
- Ombrosaga boettcheri Aurivillius, 1922
- Ombrosaga delkeskampi Breuning, 1959
- Ombrosaga maculosa Pascoe, 1864